# 楢岡焼

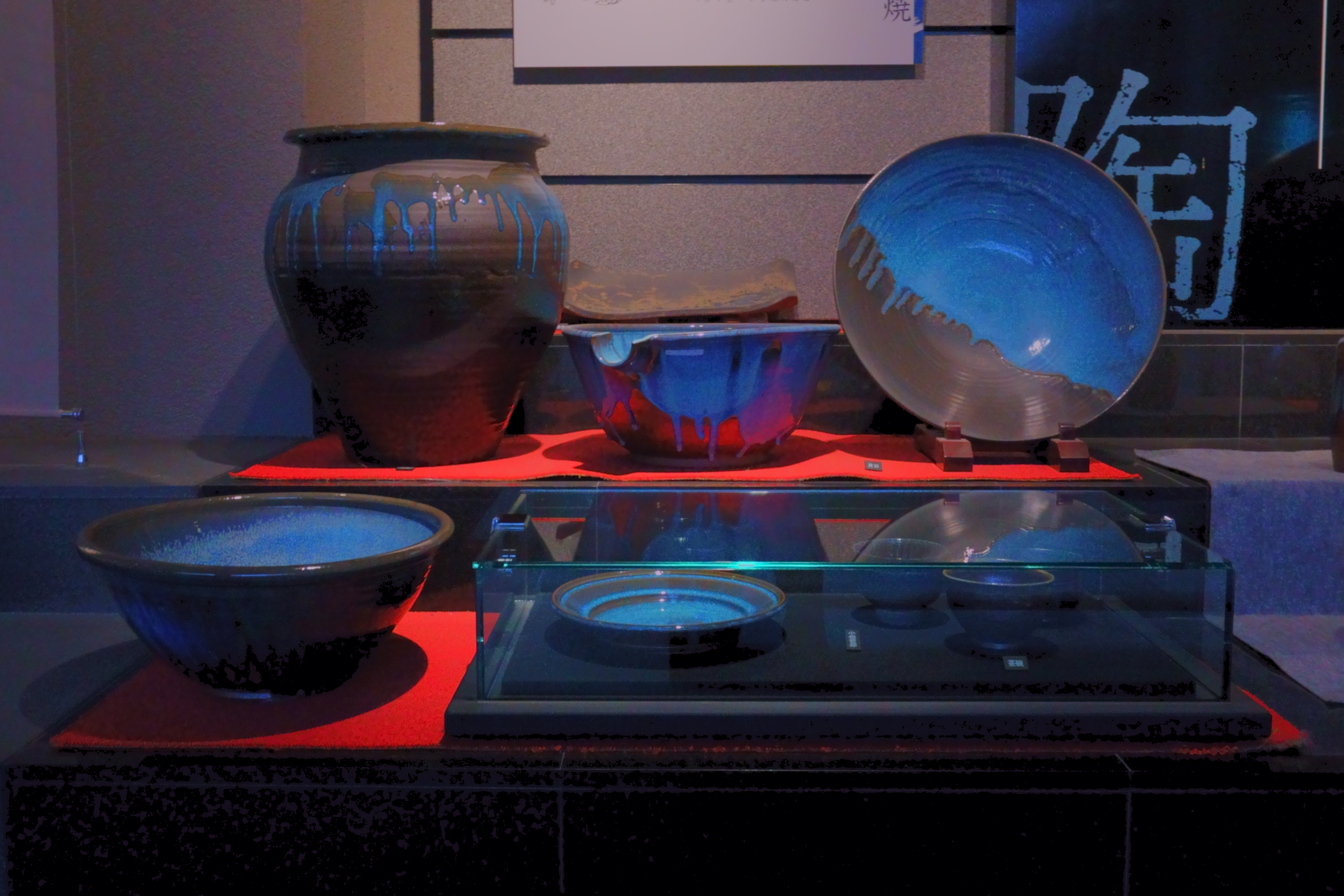
楢岡焼の作品群

楢岡焼（ならおかやき）は、秋田県大仙市南外地域にて焼かれる陶器である。独特の群青色の海鼠薬（なまこゆう）が鮮やかな色合いを出すことで知られる。

## 歴史
楢岡焼は、1863年（文久3年）に地元旧家の小松清治が、秋田市の寺内焼の陶工（最近の調査研究により、相馬焼から来た陶工という説が浮上している）を招いて窯をつくらせたのが始まりである（他に1867年（慶応3年）説もあり）。その窯は、1908年（明治41年）に現在の大仙市南外地域高野地区に移るまでは、楢岡川を挟んで西側に位置する大杉地区にあった。大杉の窯跡は楢岡焼大杉古窯と呼ばれ、2007年（平成19年）から2009年（平成21年）まで、秋田県大仙市教育委員会によって発掘調査が行われた。
楢岡焼大杉古窯の発掘調査が行われるまでは、各資料では、楢岡焼は寺内焼系であり、白岩焼などの影響を受けたものとされていた。それは、楢岡焼の創業する時期に、秋田県内に白岩焼や寺内焼という大きな窯業地があったことと、楢岡焼大杉古窯の実態が不詳であったためである。発掘調査の結果、不明な点が多かった創業時（江戸末期）から明治後期までの製作技法や製品の種類が新たに判明している。
創業時の製品はオリーブ色の茶器類が多く、大堀相馬焼の技術で製作され、駒の絵が描かれた小坏や「相馬焼」と墨書きされた小坏がある。その後、製品は茶器などの高級品から日用雑器へと方向を変え、2代目宇一が活躍した明治中期以降に現在まで続く海鼠釉の製品が主体となった。昭和の戦時中には食糧増産用に地下水路の土管を製造することもあったが、小松氏が5代に亘って窯を守ってきた。昭和初期に加藤唐九郎や濱田庄司らが指導し、技術改良を重ねた結果、今日に見られる美しい青味を持つ焼き物が完成した。それに伴い、甕などの大物から食器などの小物が中心となっていき、今日ではコーヒーカップや小鉢といったものが中心となっている。
なお、楢岡焼の工芸技術は、1983年（昭和58年）に旧南外村の無形文化財に指定され、現在は大仙市の無形文化財として指定されている。また、秋田新幹線に使用されるE6系のグリーン車の内装は、楢岡焼の青をイメージしたものとされている。